# Marattiaceae
Marattiaceae vormen een grote familie van varens uit tropische en subtropische gebieden. In de meeste classificatiesystemen wordt de familie in een aparte orde, Marattiales, geplaatst.
De familie bestaat uit een eigenlijk niet exact bekend aantal soorten (ergens tussen de honderd en tweehonderd) in zes recente geslachten, waaronder het Oost-Aziatische geslacht Angiopteris, waarvan de soorten bladeren met een lengte tot wel 7,5 meter kunnen bereiken. Een ander Oost-Aziatisch geslacht is Christensenia. De tropische "koningsvaren" Marattia salicina van het geslacht Marrattia (niet te verwarren met de Nederlandse koningsvaren) staat bekend om zijn eetbare vlezige wortelstok, die door sommige inheemse volkeren als voedselbron wordt gebruikt. Het geslacht Danaea hoort thuis in de neotropen: deze soorten zijn gewoonlijk kleiner dan andere varens uit de familie.

## Taxonomie
De familie heeft een lange fossielengeschiedenis met talrijke uitgestorven en nog zes recente geslachten.
- Familie: Marattiaceae
  - Geslachten: Angiopteris  - Asterotheca †  - Christensenia  - Danaea  - Danaeites †  - Eoangiopteris †  - Eupodium  - Marantoidea †  - Marattia  - Marattiopsis †  - Psaronius †  - Ptisana  - Qasimia †  - Scolecopteris †